# Granulation (Astronomie)

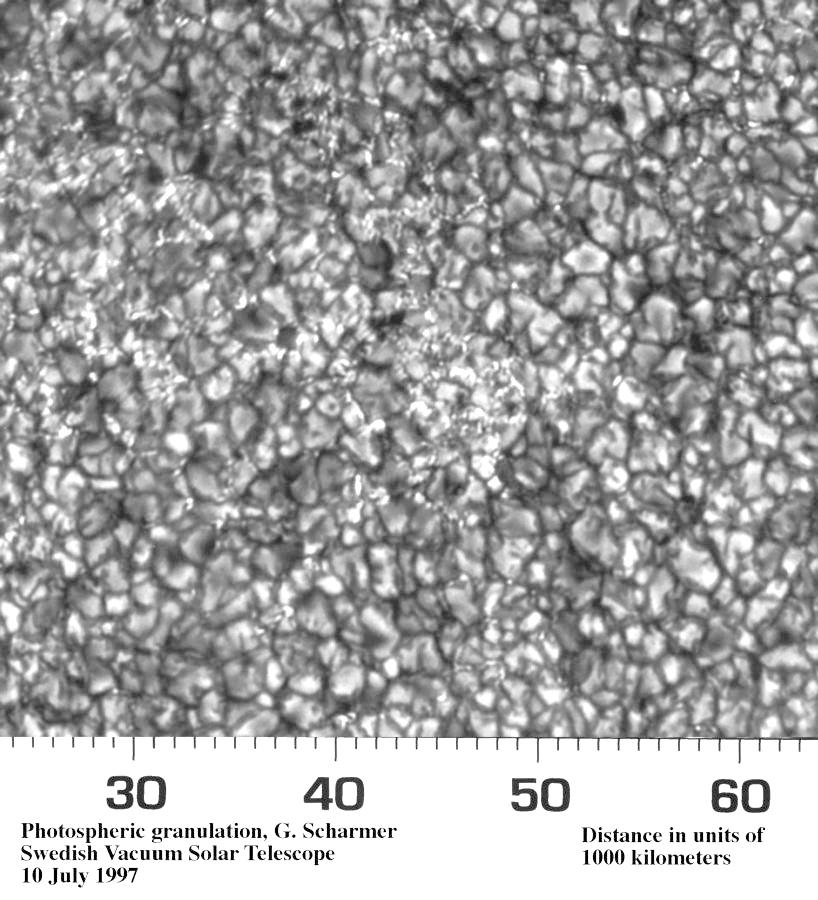
Granulation der Sonne

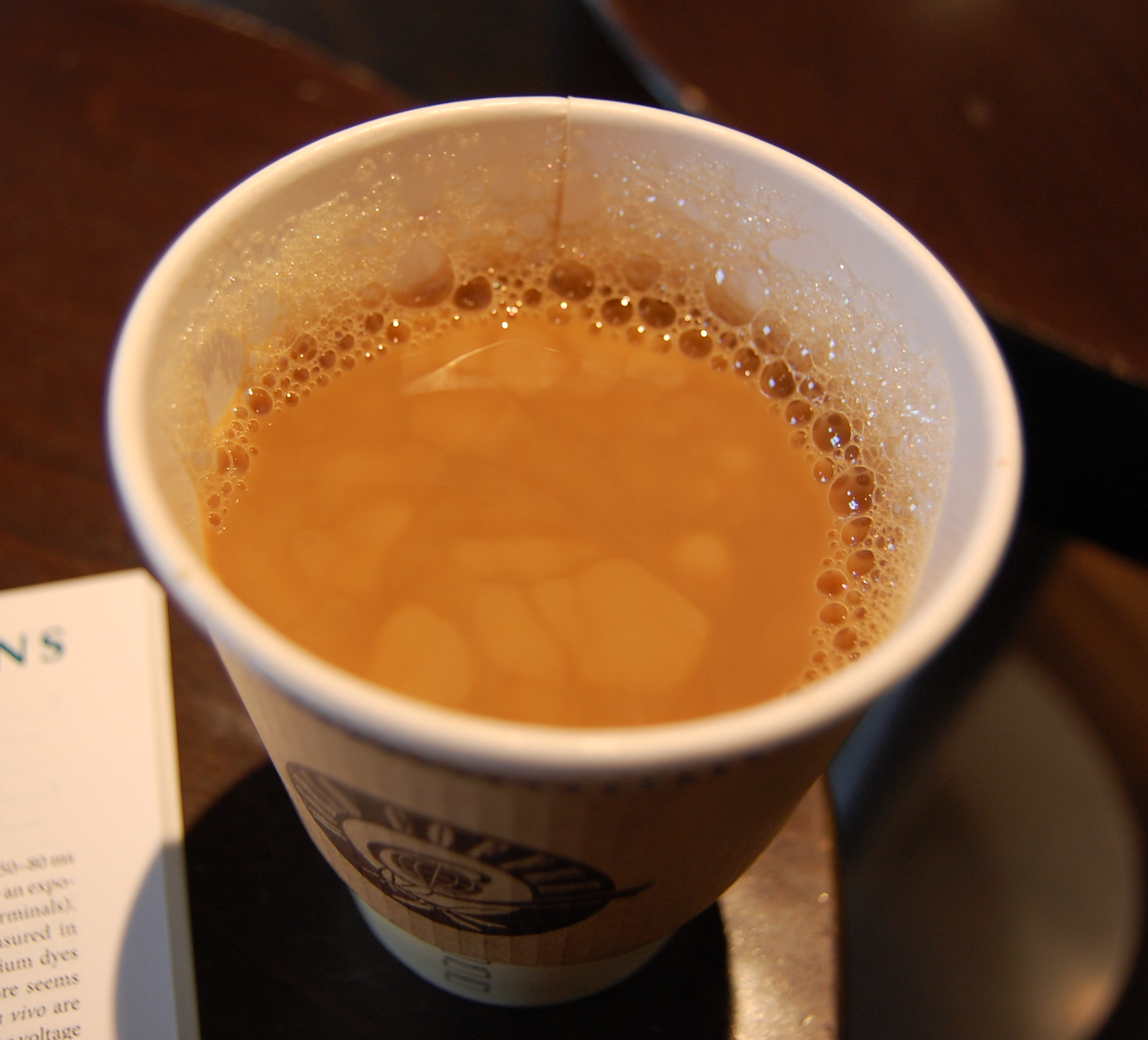
Granulation durch konvektiven Wärmetransport in einer Tasse Kaffee.

Als Granulation wird in der Astronomie die körnige Struktur von Sternoberflächen bezeichnet, speziell der Sonne, da sie als einziger Stern so nahe ist, dass ihre Oberfläche detailliert beobachtet werden kann.
Dabei zeigt sich die Granulation dadurch, dass die Oberfläche in viele kleine „Körner“ mit dunklen Abgrenzungsrändern unterteilt erscheint. Diese werden als Granulen bezeichnet. Die einzelnen Granulen haben Ausdehnungen von 500 bis 2000 km im Durchmesser und existieren für wenige Minuten.
Die Granulation entsteht durch die Konvektion in einer der sichtbaren „Oberfläche“, der Photosphäre, untergelagerten Schicht. Dabei steigt heißes und damit hell leuchtendes Material aus dem Inneren des Sterns an die Oberfläche, dort erkaltet es und sinkt am Rand eines derartigen Stromes als dunkleres Material wieder zurück. Die Temperaturdifferenz beträgt 500 K. Damit ist die Granulation im Gegensatz zu den magnetischen Sonnenflecken ein rein thermisches Phänomen.